# Příbuzenské vztahy

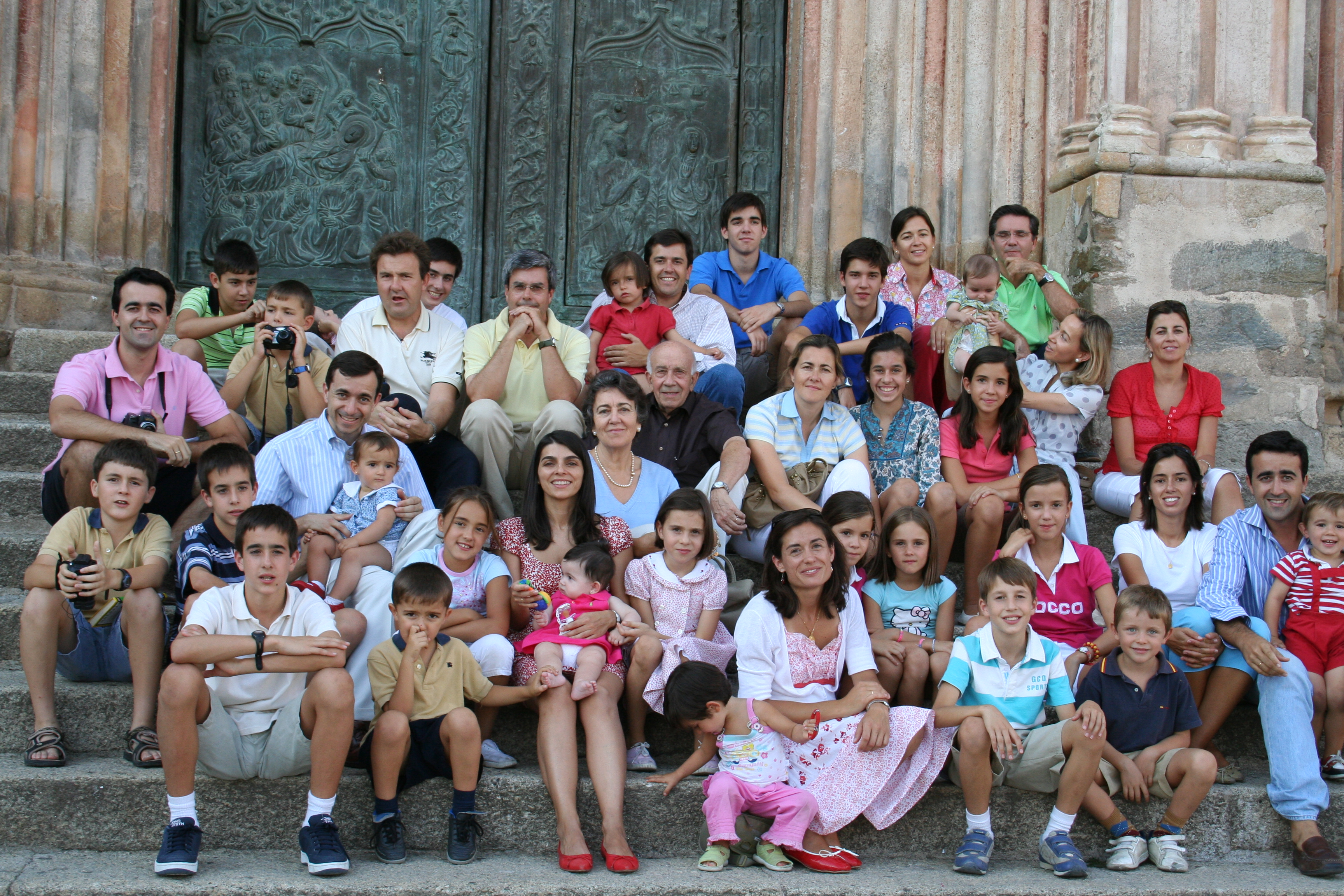
Rodina může být různě velká

Příbuzenské vztahy je souhrnný název pro obvykle trvalé vztahy blízkosti mezi lidmi. Rozšiřují původně pouze biologický vztah matky a dítěte, který se u člověka mění na vztahy mezi rodiči a dětmi v tak zvané jádrové (nukleární) rodině. Ve starších společnostech hrály velkou roli i širší příbuzenské vztahy, jimiž se řídila rodová příslušnost a identita, majetkové a dědické poměry i výběr partnera v manželství. Příbuzenské vztahy vznikají jednak narozením (vztahy k rodičům a předkům, ale také k potomkům), jednak smlouvou (sňatek, adopce). V současných společnostech je sice význam příbuzenství menší a omezuje se na velmi blízké vztahy, přesto mají stále velký význam pro osobní identitu, právní a majetkové poměry a podobně.

## Jádrová rodina
Potřeba dlouhodobé péče o děti vyvolala u člověka potřebu spolehlivějšího vztahu mezi rodiči a neznáme žádnou společnost, která by se bez nějaké formy společensky a právně uznávaného manželství obešla. Stejně všeobecný je i kulturní zákaz incestu a nějaká forma exogamie. To neznamená, že by všichni dospělí v manželství žili a mnozí si to ani nemohli dovolit. Právě tak sama existence zákazů svědčí o tom, že se často porušovaly. Přesto všechny starší společnosti (včetně Rakouska-Uherska) výrazně rozlišovaly mezi „legitimními“ a „nelegitimními“ dětmi a rozhodující byl právě manželský původ.
Míra samostatnosti jádrové rodiny v moderních společnostech mimořádně vzrostla, takže Murphy mluví o „nejmladší formě rodiny“, nicméně se i ve starších společnostech příbuzenské vztahy odvíjejí od vztahů v jádrové rodině a těmi je tedy třeba začít. Jádrovou rodinu tvoří rodiče a jejich děti, mezi nimiž vzniká trojí vztah:
- více méně symetrický manželský vztah mezi rodiči,
- výrazně nesymetrický vztah mezi rodiči a dětmi a
- symetrické vztahy mezi sourozenci.

Zatímco každý člověk má své rodiče, ne každý má také potomky a sourozenecký vztah vzniká samozřejmě jen tehdy, je-li dětí víc než jedno. Zatímco manželský vztah může zaniknout, další dva jsou z definice trvalé. Biologicky založený vztah matky (a v menší míře i otce) k dítěti se od začátku kombinuje se vztahy smluvními, které jsou určovány kulturně. To je samozřejmé u manželství, kde naopak zákaz incestu pokrevní příbuzenství vylučuje, ale i u dětí se běžně uznávalo adoptivní rodičovství, které bylo „pokrevnímu“ vztahu společensky i právně rovnocenné.

## Rozšířená rodina
Ve sběračsko-loveckých společnostech je obstarávání obživy kolektivní činnost celé skupiny a příslušnost ke skupině je dána příbuzenskými vztahy. Každý člen rodu a klanu musí znát své předky, protože jen tak, může prokázat svoji příslušnost. Podle Evans-Pritcharda znali súdánští Nuerové běžně osm generací svých přímých předků. Ještě v zemědělských a pasteveckých společnostech byla rodina především hospodářskou jednotkou a příležitostí k obživě na společném majetku. K rodině či hospodářství se tak počítali i další závislí členové, zejména mladší sourozenci muže a jejich děti.
Protože příbuzenské vztahy v širší rodině začnou brzy být nepřehledné, vytvořily si lidské společnosti různé systémy jejich klasifikace a tak rozlišily, co je významné a co ne. Pozůstatky této klasifikace se zachovaly v jazyce. Jeden ze zakladatelů kulturní antropologie Lewis Henry Morgan rozlišil na tomto základě šest typů příbuzenských systémů:
- Eskymácký nebo lineární, který má pro příbuzné v přímé linii jiná slova (otec, matka, syn, dcera) než pro linie vedlejší (strýc, teta, synovec, neteř atd.), ale nerozlišuje mezi předky z otcovy a matčiny strany; užívá se ve většině moderních společností.
- Súdánský, který je nejsložitější a má pro každé místo v rodokmenu jiné označení.
- Havajský nebo generační, který rozlišuje pouze generaci a pohlaví. "Otec" označuje i všechny (pokrevní) strýce, "matka" všechny tety. Sestry se označují stejně jako sestřenice a synové jako synovci. Užíval se ve společnostech, kde byla příslušnost ke skupině důležitější než postavení v ní.
- Irokézské systémy spojují otce s jeho bratry a matku s jejími sestrami, bratry s bratranci, ale odlišují otcovy bratry od jeho švagrů atd. Jako partnery doporučuje „křížové bratrance“, tj. sestřenice z otcovy strany a bratrance z matčiny.
- Irokézskému systému se podobá systém Vraních indiánů (Crow) a Omahů, které ve vedlejších liniích nerozlišují generace a dávají dohromady všechny matrilineární (Crow) nebo patrilineární (Omaha) mužské či ženské příbuzné.[2][3]

V odlišném výkladu C. Lévi-Strausse hraje větší roli nepokrevní příbuzenství a princip výměny, zejména výměny nevěst[ujasnit] při sňatku.

### Otcovští a mateřští předkové ve staré češtině
Rozlišení otcovských a mateřských předků se patrně dříve užívalo i v Evropě a ve staré češtině se například matčin bratr nazýval ujec a jeho žena ujčina. Manželčina sestra byla zelva a její bratr deveř.[zdroj?] (Vokabulář webový – Slovník staré češtiny ale uvádí pro výraz zelva, že se jednalo o manželovu sestru, deveř jako bratra manžela i manželky.)